# 永住権
永住権、永住資格（えいじゅうけん、えいじゅうしかく、英:Permanent residency、Permanent resident status）とは、世界各国における外国人に対する在留許可制度による滞在資格の一つで、無制限在留期間かつ収入事業運営活動または報酬受領活動を認められた在留資格。漢字だと誤解されやすいが、この「権」は権利(right)の意味ではなく、資格(status)の意味の方である。そのため、永住権(永住資格)を維持するためには定められたルールに従う必要があり、違反時には取り消しや資格喪失となる。

## 概要
在留資格(resident status)を大別すると「永住資格」、一定の期間限定かつ特定活動のみに限った在留許可である「非永住資格」の2種類に分かれる。日本国家機関では「在留資格 永住者」、または出入国管理及び難民認定法第22条では永住許可と呼ばれる。これは在留資格を有する外国人が永住者への在留資格の変更を希望する場合に、法務大臣が与える許可を指す。滞在国国家機関から永住許可されている外国人や永住許可を受けた外国籍者を永住者と呼ぶ。
永住資格を付与された者でも享受できる権利は、その国の国民における権利とは全く同じにはならず、ある程度制限されたものになる。制限される内容は、選挙権、被選挙権、軍、警察、役所など公的機関への就職、土地の所有、パスポートの取得などにおいて一定の制限を受けるといったものである。他に、一定期間を超えてその国から離れると、永住資格が剥奪あるいは消滅することになっている国も存在する。またシンガポールのように、一定以上の投資が必要になる国も存在する。

## 日本
出入国管理及び難民認定法第7条第1項第2号による別表第二の「永住者」、日本国との平和条約に基づき日本の国籍を離脱した者等の出入国管理に関する特例法第3から5条に定められた「特別永住者」がこれに該当する。入管特例法上の永住資格はサンフランシスコ平和条約発効時に日本に在留していた在日朝鮮人・在日台湾人およびその子孫で日本国内で出生したものに与えられる。
- 出入国管理及び難民認定法別表第二の永住者
  - 在留期間は無制限
  - 出入国管理及び難民認定法の定める職業に就くことに制限無し
  - 在留期限は無制限だが、出国時に再入国許可を受けていないと特別永住資格は消滅する
  - 在留カードの更新が7年に1回ある。

などの資格が与えられ、在留資格更新の手続きなどが不要となる。
- 永住許可が与えられる条件
  - 10年以上在留。ただし高度人材ポイント70点以上は3年、80点以上は1年
  - 定住者は5年の日本滞在期間が必要
  - 独立した生計を営むに足る資産または技能を有すること
  - 年収の目安は300万円以上かつ扶養者一人あたり70万円が必要。
  - その者の永住が日本国の利益に合致すること
  - 近年は納税実績、社会保険の加入が非常に重視されている。

などがあり、申請者は出入国管理及び難民認定法第22条および同条の2に基づき申請手続きを行い、法務大臣によって許可される。申請手続きには膨大な書類が必要。出入国在留管理庁指定の書類、納税証明書など公的書類、永住許可申請の動機を文書にする申請理由書や資格証や勤務先からの推薦状など任意で提出する書類をインターネット申請もしくは窓口にて提出する。重罪を犯した場合は永住許可を剥奪されることがある。
定住者は永住者とは異なり、特別な理由のある場合、法務大臣が個別に判断して許可するものである。永住者と同じく職業に関する制限がなくなるが、在留資格の更新は3年または1年間隔で行う必要がある。永住者の近親者を日本に呼び寄せる場合などにこの制度が利用されることが多い。または日本人や永住者の配偶者だった者が離婚後も日本に滞在するために定住者になることもある。
審査基準
1. 素行が善良であること
2. 独立の生計を営むに足りる資産又は技能を有すること
3. その者の永住が日本国の利益に合すると認められること

日本人，永住者又は特別永住者の配偶者又は子の場合は，1.及び 2.に適合することを要しない。二 申請者（永住者の配偶者等又は子として在留しようとする者に限る。）が日本において行おうとする活動が,我が国の大学その他の学術研究又は経済の発展に寄与するものであること。
一度定住権を取得すると些細な罪を犯しても、剥奪されることはない。

## アメリカ合衆国

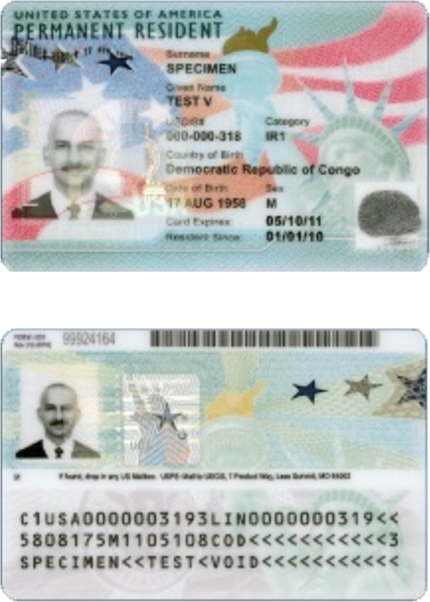
米国グリーンカードの見本

アメリカ合衆国連邦政府による米国の永住資格及びその資格証明書（永住者カード、Permanent Resident Card、過去には Alien Registration Card または Alien Registration Receipt Card、Form I-551）は、初代の証明書が緑色だったことから「グリーンカード」の俗称がある。デザインは定期的に変わり、2010年の登録証は名前通りの緑色になった。
永住者カード（グリーンカード）の更新は、10年毎に行われる（永住資格について再審査があるわけではない）。ただし、新婚に基づくグリーンカードは2年の期限があり、満了時に10年グリーンカードに切り替える必要がある。永住資格取得5年後（米国市民と結婚している場合は3年後、アメリカ軍に志願・入営した場合は2年後）から帰化（アメリカ合衆国の公民資格取得）申請が可能となる。
グリーンカードの主な取得手段として、以下5つが挙げられる。
1. 家族によるもの
  1. 米国市民の最近親者(IR1～IR5): 米国市民の配偶者・子供（未成年未婚）、米国市民（成人）の親、米国市民の寡婦
  2. 米国市民や米国永住者の家族(F1～F5): 米国市民の子供（未婚成人）、米国市民の兄弟・姉妹とその配偶者・子供（未成年未婚）、米国永住者の配偶者・子供（未成年未婚）、米国市民の子供（既婚成人）とその配偶者・子供（未成年未婚）
2. 雇用によるもの
  1. 米国雇用主によるスポンサー（EB1～EB4）
  2. 卓越技能労働者（EB1-EA: ノーベル賞受賞者、国際的な名声を保持するプロフェッショナルスポーツの選手など）、米国に貢献し得る知的労働者（EB2-NIW: 研究者など）については、米国雇用主によるスポンサーは不要。
  3. 投資によるもの: EB-5 immigrant investment visa（投資永住資格ビザ）。投資による米国人雇用創出を目的とした投資移民プログラム。申請期間は約1年と比較的短いのが特徴。通常規定は105万USドル以上であり、直接雇用が必須要件である。一方、時限立法（パイロットプログラム）の特別規定においては、特定の地域センター(Regional Center)内であれば、最低投資額が80万USドル以上になっている。また、間接雇用も認められている。
3. コンピュータによる抽選によるもの。Diversity Immigrant Visa:（多様性移住査証。通称グリーンカードくじ）。申請はインターネット経由での電子申請のみで、書面では一切受付しない。年1回の抽選に当選すれば、永住資格が発行されるもの。ただし権利の受け取りは、アメリカ本土に限る。当選確率は、国家ごとに差があり、数百～数千分の1である。
過去5年間で、アメリカ合衆国に5万人を超える移住者を送り込んでいる以下の国家（地域・50音順）。
インド、大韓民国、中国本土、バングラデシュ、パキスタン、フィリピン、ベトナム（以上アジア）、カナダ、メキシコ（以上北アメリカ）エルサルバドル、ジャマイカ、ドミニカ共和国（以上中央アメリカ）、エクアドル、コロンビア、ブラジル、ペルー（以上南アメリカ）、北アイルランドを除くイギリスとその領土（以上ヨーロッパ）、ナイジェリア（以上アフリカ）が出生国の者は応募できない（DV2016より）。ただし、応募希望者本人が上記の国家で出生している場合でも応募者の両親どちらも、または応募者の配偶者が上記の国家で出生していない場合は、この限りではない。
日本国籍の日本人も、毎年約300名前後が当選している。
4. 政治亡命
5. 難民

申請から取得までに要する時間は、申請資格（取得手段）・出身国により数ヶ月〜十数年。
永住資格(Permanent residency)と公民資格(Citizenship)の違いは次のものが挙げられる。
- 次の理由により、永住資格を失うことがある（公民資格は、虚偽申告・不利益な事実の隠匿により帰化した場合を除き剥奪されることはない）。
  - 特別な理由（政府・米国企業からの海外駐在、配偶者もしくは未成年の場合親が在外米軍の一員として国外駐留している場合など）なく長期間（再入国許可なく1年以上）米国を離れ米国居住の実態および意志がないと判断された場合
    - 再入国許可（I-131）を申請した場合、最長で許可証発行日から2年間は国外滞在が可能となるが、延長は出来ないため（有効期限切れ後の再申請は可能）、I-131の有効期限を超えて国外滞在した場合も同様に居住の実態および意思がないと判断される

  - 所得税申告を怠った場合
  - 重罪を犯して有罪判決を受けた場合
- 公務員およびセキュリティクリアランスを要する職業への就労には制限がある。
- 連邦、州、郡、市町村、いずれのレベルにおいても参政権（選挙権・被選挙権）はない。なお、極一部の市町村においては選挙権を、一部の学区においては、子供の居る外国人に教育委員選挙の選挙権・被選挙権を認めている。
- 陪審員になることは出来ない。
- 長期滞在資格を持つ全ての在米外国人は住所変更を市民移民局（USCIS）に届けなければならない。
- 配偶者間の贈与税、および遺産税の取り扱いについて違いがある（両者が米国市民の場合は非課税）。
- 兵役（現在は徴兵制度停止中）を拒否出来るが、この場合は公民資格取得の受審は出来ない。

## 韓国
韓国の永住資格(F-5)取得には次のいずれかの条件を満たすことが必要。
1. 韓国人の1人当たり国民所得の4倍以上の収入があること、あるいは7年以上滞在して居住資格（F-2）を獲得した後、さらに5年滞在し、かつ韓国人の1人当り国民所得以上の収入がある外国人[15][16]。3000万ウォン以上の財産関係立証書類も要求され、それが提出できる外国人。ただし大韓民国政府樹立以前に入国した在韓華僑とその直系卑属、及び2002年4月18日以前に居住資格を取得した韓国人の日本人妻は、身元保証及び財産関係立証書類の提出が免除される[17]。
2. 200万ドル以上を投資した外国人投資家として、韓国国民を5人以上雇った外国人。
3. 50万ドル以上を投資した外国人で、企業投資（D-8）の資格で、3年以上韓国国内に継続して滞在しながら、韓国国民を3人以上を雇った外国人。
4. 法務部長官が定める先端技術分野の博士学位証明書を所持する者で、永住（F-5）の資格申請時に韓国内企業に雇用され、法務部長官が定める金額（韓国の国民一人当たりGNIの4倍）以上の賃金を受ける外国人。
5. 法務部長官が定める先端技術分野の学士号以上の学位証明書、または法務部長官が定める先端技術資格を所持する者であって、韓国滞在期間が3年以上で、永住（F-5）の資格申請時に韓国国内企業に雇用され、法務部長官が定める金額（韓国の国民一人当たりGNIの4倍）以上の賃金を受ける外国人。
6. 科学分野で、一定の論文引用頻度や受賞歴があり、科学技術部長官の推薦を受けた外国人。
7. 経営分野で、常時勤労者数300人以上、及び資本金80億ウォンを超過する内外企業の常勤理事や相談職を務めている者で、大韓商工会議所長、大韓貿易投資振興公社長または全国経済人連合会長の推薦を受けた外国人。または、世界有数の経済誌（FORTUNE等）が選定した最近3年以内の世界トップ500企業で、店長や経営幹部として1年以上勤務した経歴を持っている者のうち、韓国国内の支社などで役員として勤務している外国人。
8. 教育分野で、論文の引用程度、又は研究実績によって、教育部長官の推薦を受けた外国人。
9. 文化芸術分野で、国際的に名声のある芸術家、監督、声楽家等として、文化体育観光部長官の推薦を受けた者 。
10. 体育分野で、オリンピック、世界選手権大会、アジア競技大会、またはこれと同等な水準の大会で、銅メダル以上の賞を受賞した選手と、その指導者の外国人、ワールドカップサッカー大会で16位以上の成績をおさめた選手と、その指導者のうち、文化観光部長官の推薦を受けた外国人。
11. 勲章などを受けた韓国の独立や発展に特別に功労があった者で、法務部長官が認める外国人。
12. 聖職者でとして社会福祉活動に顕著に貢献し、韓国に特別な貢献があると法務部長官が認める外国人。
13. 韓国国外からの年金を受ける60歳以上の者であって、年間の年金額が法務部長官が定める金額（韓国の国民一人当たりGNIの2倍）を超える外国人。
14. 韓国民法によって成人で、本人または同伴の家族が生活を維持する能力があり、素行に問題がなく、韓国に継続居住するのに必要な基本的な素養を備えるなど、法務部長官が定める条件を満たした者で、駐在（D-7）、企業投資（D-8）、貿易経営（D-9）、教授（E-1）、会話指導（E-2）、研究（E-3）、技術指導（E-4）、専門職業（E-5）、特定活動（E-7）、居住（F-2）の資格で、5年以上韓国に滞在している外国人。
15. 永住（F-5）の資格を持つ者の配偶者や未成年の子供として、韓国に2年以上滞在している者であって、韓国に必要があると認められる外国人。

このほかに、済州島独自の制度として「不動産投資移民制」という制度があり、5億ウォンまたは50万ドル以上を不動産に投資すればF-2ビザを発給し、その後5年間不動産を保有し続ければ永住資格を取得できる。しかし、2014年頃にはこの制度を利用し、永住資格取得を目的とした中国人の不動産取得が急増し問題となっている。

## 永住資格付与制度を導入している国家・地域
- アメリカ合衆国
- アルゼンチン
- イギリス
- イスラエル
- イタリア
- イラン
- インド
- ウクライナ
- エクアドル
- エストニア
- オーストラリア
- オーストリア
- オランダ
- カナダ
- 韓国
- キプロス
- ギリシャ
- グアテマラ
- コロンビア
- シンガポール
- スイス
- スウェーデン
- スペイン
- スロバキア
- スロベニア
- タイ
- チェコ
- チリ
- デンマーク
- ドイツ
- ドミニカ共和国
- ニュージーランド
- ノルウェー
- バーレーン
- フィリピン
- フィンランド
- ブラジル
- フランス
- ブルネイ
- ベリーズ
- ベルギー
- ポーランド
- ポルトガル
- マケドニア
- マルタ
- マレーシア
- 南アフリカ共和国
- メキシコ
- ラトビア
- リトアニア
- ルーマニア
- ロシア
- 日本（永住者、特別永住者、一般永住者、定住者などの複数がある）
- 中華人民共和国
  - 香港特別行政区（中国）
  - マカオ特別行政区（中国）
- 台湾